# Gary Novak
Gary Laurence Novak (* 6. August 1969 in Chicago, Illinois) ist ein US-amerikanischer Jazz-Schlagzeuger, der ein begehrter Studiomusiker ist und als Mitglied von Chick Coreas Elektric Band und von Alanis Morissette beim Publikum bekannt wurde.

## Leben und Wirken
Novak, dessen Eltern Pianisten sind, hatte vom achten Lebensjahr an Klavier-Unterricht. Bereits als Zehnjähriger trat er mit seinem Vater auf und durfte dreizehnjährig bei Louie Bellson einsteigen. Während der Schulzeit spielte er mit Größen wie Buddy DeFranco, Joe Williams, Milt Hinton, Kenny Burrell und Barney Kessel. Mit neunzehn Jahren zog er nach Los Angeles und wurde Mitglied der Band von Maynard Ferguson. Binnen kurzem gehörte er zu den meistbeschäftigten Studiomusikern und nahm mit Michael McDonald, Anita Baker, David Sanborn, Jimmy Earl, Michael Wolff, Lee Ritenour, Pat Kelley, Brandon Fields und Bluezeum auf. 1991 tourte er mit Lee Ritenour und den GRP All Stars, 1992 mit George Benson. Dann gehörte er bis 1997 zu Coreas Elektric Band, wo er an die Stelle von Dave Weckl trat, und spielte daneben mit Bob Berg und mit Allan Holdsworth. Dann begleitete er Alanis Morissette und arbeitete mit David Benoit, Eddie Daniels, Randy Bernsen und vielen anderen.

## Lexigraphische Einträge
- Martin Kunzler: Jazz-Lexikon. Band 2: M–Z (= rororo-Sachbuch. Bd. 16513). 2. Auflage. Rowohlt, Reinbek bei Hamburg 2004, ISBN 3-499-16513-9.